# Danderyd község
Danderyd község (svédül: Danderyds kommun) Svédország 290 községének egyike. Stockholm megyében található, székhelye Djursholm.

## Települések
A község települései:
| Település  | Népesség | Megjegyzés                                |
| ---------- | -------- | ----------------------------------------- |
| Stockholm  | 25 830   | ennek része a község székhelye, Djursholm |
| Tranholmen | 338      |                                           |
| Täby       | 5286     |                                           |

## Népesség
| Lakosok száma | 32 255 | 32 888 | 33 187 | 32 857 | 32 712 | 32 803 | 32 692 | 32 419 | 32 425 | 32 406 |
|               | 2014   | 2017   | 2018   | 2019   | 2020   | 2021   | 2022   | 2023   | 2024   | 2025   |